# The Stars and Stripes Forever
«The Stars and Stripes Forever» (en español: «Las estrellas y barras para siempre») es una marcha militar patriótica estadounidense generalmente considerada la obra maestra del compositor John Philip Sousa. Por ley del Congreso de los Estados Unidos, es la marcha nacional de los Estados Unidos de América.

## Historia
En su autobiografía, Marching Along, Sousa escribió que compuso la marcha en la Navidad de 1896. Acababa de enterarse de la reciente muerte de David Blakely, entonces director de la Banda Sousa. Compuso la marcha durante un viaje a Europa y al volver a Estados Unidos escribió la partitura. Se interpretó por primera vez en Willow Grove Park, a las afueras de Filadelfia, el 4 de mayo de 1897, siendo acogida con gran éxito por el público e interpretada en casi todos los conciertos que Sousa dirigió a partir de entonces. Sólo se ha conservado la grabación de una de estas interpretaciones, llevada a cabo en 1909.
Históricamente, en el mundo del espectáculo y en particular en el teatro y el circo, esta pieza se denomina "la marcha del desastre". A principios del siglo XX, cuando era habitual que los teatros y los circos tuvieran bandas de música, esta marcha era un código tradicional que señalaba una emergencia potencialmente mortal. Notificaba sutilmente al personal las situaciones de emergencia y, en el mejor de los casos, les permitía organizar la salida del público sin provocar el caos y el pánico que podría causar una declaración manifiesta. Excepto en caso de desastre inminente, las bandas de circo nunca tocaban la melodía bajo ninguna circunstancia. Un ejemplo memorable de su uso fue durante el incendio del circo de Hartford del 6 de julio de 1944. Murieron al menos 168 personas, aunque algunas estimaciones son mucho más altas.

## Variaciones y usos notables
- Existen varias transcripciones orquestales de "The Stars and Stripes Forever", incluyendo una del director Leopold Stokowski y otra de Keith Brion y Loras Schissel. También se incluyó un arreglo orquestal de la marcha realizado por Carl Davis y David Cullen para el álbum Carl Conducts...Classical Festival Favourites. Las versiones orquestales suelen transponerse medio tono más grave que la versión original para banda, para que la marcha tenga una tonalidad más familiar para los músicos de cuerda.[6]

- La canción generalmente se toca para el presidente de los Estados Unidos después de que da un discurso en un foro público, evento o ceremonia, mientras que "Hail to the Chief" se toca cuando se presenta al presidente.

- La marcha en una interpretación específica aparece en la banda sonora del videojuego Postal 2, donde es interpretada por la banda de música.

- La marcha se utilizó durante las ceremonias de apertura de los Juegos Olímpicos de 1984, 1996 y 2002, todos organizados por los Estados Unidos de América: mientras que en 1984 se tocó inmediatamente después de que el Equipo Olímpico de EE. UU. fuera presentado en el Los Angeles Memorial Coliseum, tanto en 1996 como en 2002 la melodía se tocó después de la Fanfarria Olímpica de John Williams (que "presentó" al Equipo de EE. UU. en el antiguo Centennial Olympic Stadium y seis años más tarde en el Rice-Eccles Stadium).

- En Argentina, un canal de noticias sensacionalista, Crónica TV, siempre utiliza los primeros 22 segundos de esta marcha como música de fondo al informar sobre noticias de último momento.[7]
- Los Grateful Dead finalizaron su concierto de reunión número 50 el 4 de julio de 2015 con fuegos artificiales acompañados de una grabación de "The Stars and Stripes Forever", frente a 70.000 personas en el Soldier Field de Chicago.[8]